# Tantilla coronata
Tantilla coronata är en ormart som beskrevs av Baird och Girard 1853. Tantilla coronata ingår i släktet Tantilla och familjen snokar. IUCN kategoriserar arten globalt som livskraftig. Inga underarter finns listade i Catalogue of Life.
Artepitet syftar på ett ljust band på huvudet som liknar en krona.
Denna orm förekommer i sydöstra USA norrut till Kentucky och Virginia samt västerut till östra Louisiana. Den vistas främst i torra öppna trädansamlingar med klippor, trädstubbar och grenar på marken. Arten besöker även träskmarker, marskland, flodernas strandlinjer och gräsmarker.
Tantilla coronata når en längd upp till 33 cm. Kroppen är främst täckt av brunaktiga fjäll och huvudets främre del är svart. Något bakom ögonen förekommer ett krämfärgat band och sedan åter ett band med svarta fjäll som även omfattar halsen. Undersidans fjäll är vitaktiga, ibland med gulrosa skugga. Artens huvud har en lite avplattad form och det är nästa lika bred som halsen.
Individerna vilar på dagen i ett gömställe under stenar, mellan rötter eller under annan bråte. Under natten jagar de ryggradslösa djur som daggmaskar, spindeldjur och insekter samt deras larver. Ibland fångas en mindre ödla. Hannars och honornas könsorgan är inte samtidig aktiv. Honornas ägg blir under juni och juli mottagliga men hannarnas sädesvätska blir först under sensommaren aktiv. Vid parningen under hösten har honornas ägg fortfarande befruktningsförmåga. Hannarna behöver spara en del av sädesvätskan fram till nästa parning under våren och sedan förvaras den i honans könsdelar fram till ägglossning. Oftast läggs 2 till 5 ägg i ett gömställe. Nykläckta ungar är cirka 7,5 cm långa. Tantilla coronata blir efter tre år könsmogen.
En ny fiende är eldmyror (främst Solenopsis invicta) som ursprungligen förekommer i Sydamerika och som nådde USA under 1930-talet.